# Tunnel de Saint-Cloud
Le tunnel de Saint-Cloud est un tunnel routier à double tube situé dans les Hauts-de-Seine. Il est traversé par l'autoroute A13. Il passe sous le parc de Saint-Cloud.

## Historique

### Tunnel nord

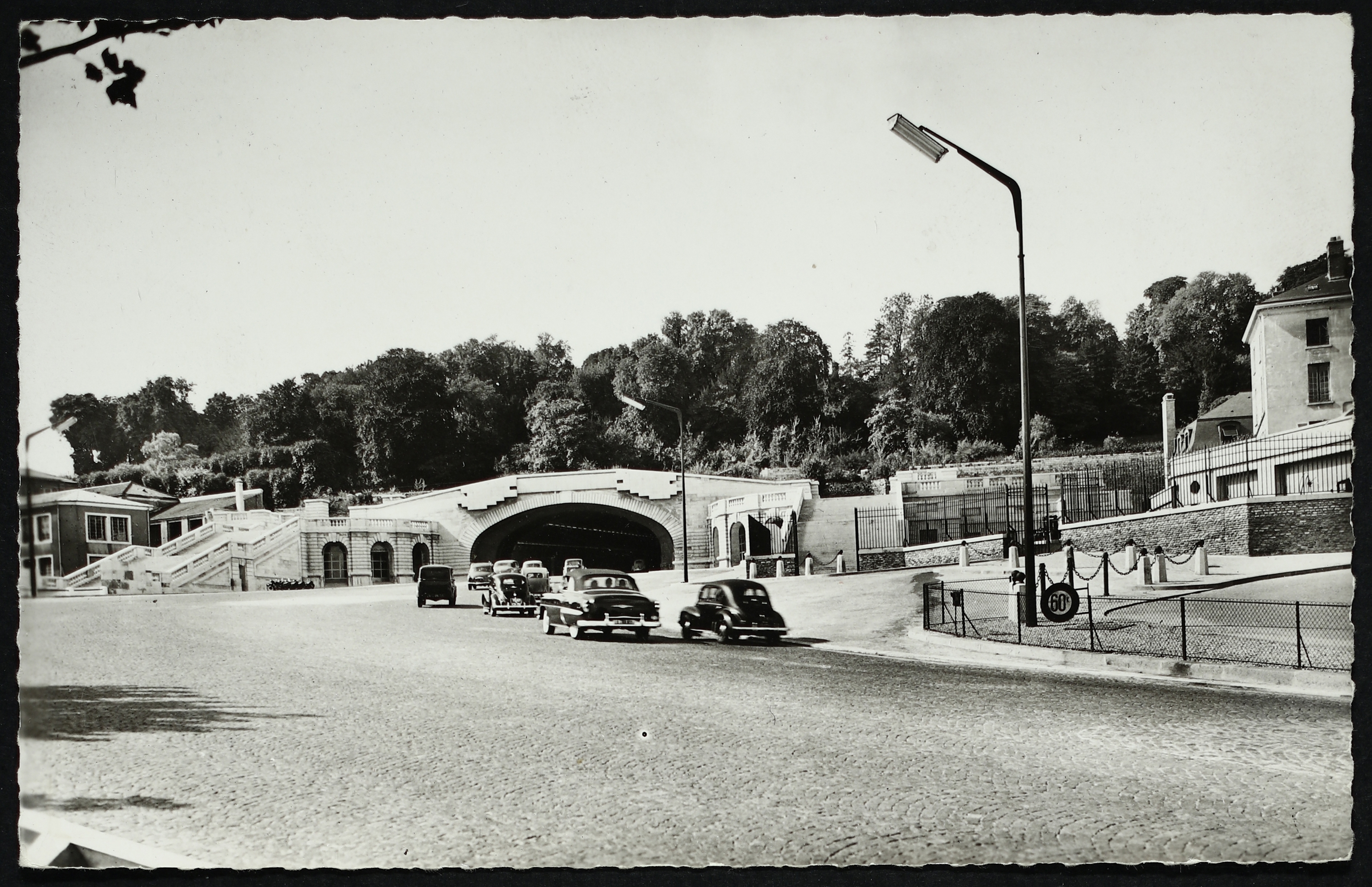
L'entrée du tunnel nord en 1960.

Le premier tunnel (nord, direction province) a été percé dans les années 1930 pour faire partie de la première autoroute (A13) construite en France.
L'entrée du tunnel nord (direction province) fut aménagée d'après les dessins de l'artiste suédois Bengt Olson.
Le gros œuvre du tube nord s'achève au moment du début de la Seconde Guerre mondiale, qui retarde considérablement les travaux d'aménagement. Sous l'Occupation, il est réquisitionné par l'armée allemande pour être converti en dépôt d'explosifs, parmi lesquels des torpilles de la Kriegsmarine destinées à faire sauter Paris. Il est repris pendant la Libération de Paris. Les travaux prennent fin en 1945.
Le 9 juin 1946, pour l'inauguration du tronçon de l'autoroute de l'Ouest entre Saint-Cloud et Orgeval, le Grand Prix automobile et motocycliste de Saint-Cloud est organisé par la ville. Une boucle de six kilomètres est parcourue vingt fois et passe par le tunnel et une portion de cette autoroute. Ce grand prix n'aura lieu qu'une seule fois et sera le seul à être disputé sur autoroute.

### Tunnel sud et viaduc

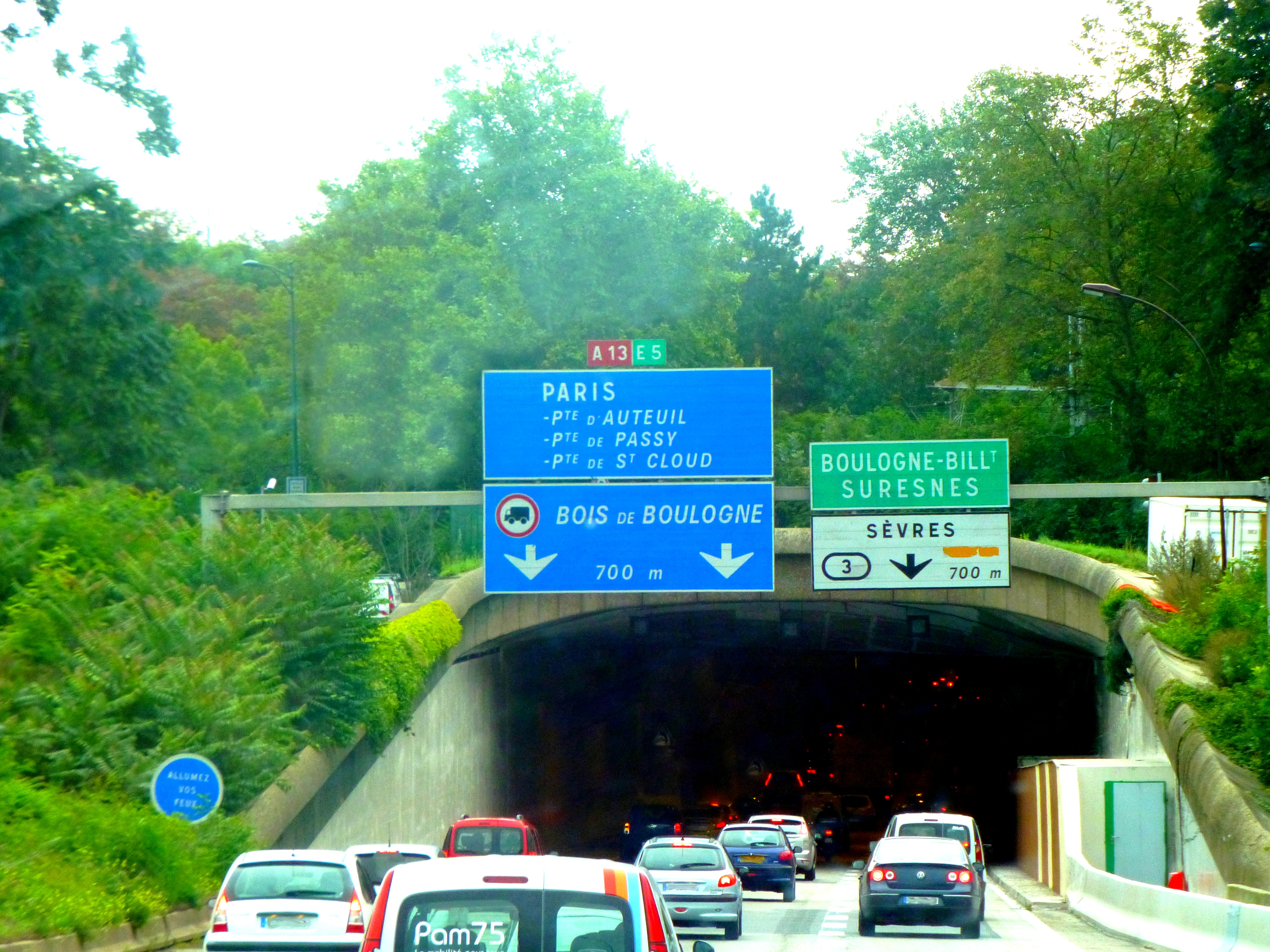
L'entrée du tunnel sud, côté province, en 2013.

Le second tunnel (sud, sens province-Paris) est achevé en 1976. Ce dernier percement a d'ailleurs obligé l’École normale supérieure de Saint-Cloud, située à proximité immédiate du tunnel, à déménager, devenant l'École normale supérieure de Lyon.
C'est à cette date qu'on construit le viaduc de Saint-Cloud et que la place Georges-Clemenceau est totalement restructurée.

## Caractéristiques
Le tunnel est constitué de deux tubes de 832 et 900 mètres. Au milieu du tube nord, une bouche d'aération, située dans le plafond, évacue les gaz d'échappement dans le parc de Saint-Cloud. Ce tube nord est équipé d'une chaussée à trois voies ; juste avant son entrée, une bretelle d'accès depuis l'avenue du Palais (Saint-Cloud) permet aux véhicules, notamment ceux venant du pont de Saint-Cloud, d'emprunter ledit tube nord.
Le tube sud est équipé d'une chaussée à trois voies, dont l'une, destinée à la sortie numéro 3 pour Boulogne-Billancourt, permet, après avoir traversé cette commune, d'atteindre le boulevard périphérique à deux kilomètres à l'est.

### Limitation de vitesse
La vitesse est limitée à 70 km/h. Un radar tronçon contrôle le respect de cette limitation dans le sens province-Paris.

## Accidents notables
- Dans les années 1950, lors du tournage du film Sois belle et tais-toi dans lequel il joue, le jeune acteur alors débutant de 23 ans Alain Delon emprunte la Renault 4CV de Pascal Jardin, dialoguiste du film, contre l'avis du propriétaire du véhicule. Dans le tunnel, la voiture empruntée effectue cinq tonneaux[8]. Le véhicule est détruit, et Alain Delon s'en sort avec une cicatrice sous le menton qui devient caractéristique de son physique.
- L'acteur Guillaume Depardieu y fait une chute de moto en octobre 1995, après avoir percuté une valise tombée d'un véhicule le précédant ; lors de son hospitalisation pour une blessure au genou, il contracte deux infections aux staphylocoques dorés qui mèneront à l'amputation de sa jambe en 2003[9].
- L'acteur Jocelyn Quivrin y meurt d'un accident au volant de son Ariel Atom le 15 novembre 2009[10] en percutant la paroi du tunnel.

## Dans la fiction
Le tunnel sert de décor dans des scènes des films suivants :
- 1961 : Le Président de Henri Verneuil
- 1966 : Un homme et une femme de Claude Lelouch